# Alison Watt
Alison Watt é uma pintora escocesa que chamou a atenção nacional pela primeira vez quando ainda estava na faculdade, quando ganhou o Prêmio de Retrato de 1987 na National Portrait Gallery em Londres.